# Bran mac Fáeláin
Pour les articles homonymes, voir Mac Fáeláin.
Bran mac Fáeláin (mort en 838) est un roi de Leinster du sept Uí Dúnchada des Uí Dúnlainge, une lignée des Laigin. Ce sept avait sa résidence royale à Líamhain, l'actuel Lyons Hill (en), sur la frontière entre le comté de Dublin et celui de Kildare. Il est le neveu de Finsnechta Cethardec mac Cellaig (mort en 808) et le petit-fils de Cellach mac Dúnchada (mort en 776), deux précédents monarques. son père Fáelán (mort en 804) avait été abbé de Kildare. Bran règne de 835 à 838.

## Règne
Les annales relèvent qu'en 835, l'Ard ri Erenn Niall Caille mac Áeda du Cenél nEógain conduit une armée au Leinster et élève Bran à la tête du royaume. Le précédent monarque, Cellach mac Brain (mort en 834) du sept Uí Muiredaig, avait été un partisan de Feidlimid mac Crimthain (mort en 847), le puissant roi de Munster, ce qui justifie dans doute cette intervention. Les annales mentionnent également comme co-régent son cousin Riacán mac Fínsnechtai, qui meurt en 837.
Des raids de Viking interviennent pendant son règne. En 837, une flotte Viking forte de 60 navires opère sur la Liffey et pille la plaine environnante.

## Postérité
Bran mac Fáeláin a eu deux fils : Muiredach mac Brain (mort en 885) et Ruarc mac Brain (mort en 862), qui seront également rois de Leinster.

## Sources
- Annales d'Ulster sur CELT: Corpus of Electronic Texts at University College Cork
- Annales de Tigernach sur CELT: Corpus of Electronic Texts at University College Cork
- Livre de Leinster, Rig Laigin et Rig Hua Cendselaig sur CELT: Corpus of Electronic Texts at University College Cork